# 대한민국 민법 제361조
대한민국 민법 제361조는 저당권의 처분제한에 대한 민법 물권법 저당권 조문이다.

## 조문
제361조(저당권의 처분제한) 저당권은 그 담보한 채권과 분리하여 타인에게 양도하거나 다른 채권의 담보로 하지 못한다.

第167條(消滅時效의 遡及效) 消滅時效는 그 起算日에 遡及하여 效力이 생긴다.

Article 167(Retroactive Effect of Statute of Limitations) The statute of limitations takes effect retroactively to when the clock first ran.

## 참고 문헌
- 오현수, 일본민법, 진원사, 2014. ISBN 978-89-6346-345-2
- 오세경, 대법전, 법전출판사, 2014 ISBN 978-89-262-1027-7
- 이준현, LOGOS 민법 조문판례집, 미래가치, 2015. ISBN 979-1-155-02086-9